# Cyriocosmus perezmilesi
Cyriocosmus perezmilesi là một loài nhện trong họ Theraphosidae.
Loài này thuộc chi Cyriocosmus. Cyriocosmus perezmilesi được miêu tả năm 2007 bởi Kaderka.